# TT47
La tombe thébaine TT 47 est située à El-Khokha, dans la nécropole thébaine, sur la rive ouest du Nil, face à Louxor en Égypte.
C'est la sépulture d'Ouserhat, surveillant du harem royal.

## Tombe
La tombe d'Ouserhat date de l'époque d'Amenhotep III (milieu de la XVIIIe dynastie). Ouserhat est le fils du juge Neh et de sa femme Senenou. La femme d'Ouserhat se nomme Maiay.